# Hyllisia densepunctata
Hyllisia densepunctata là một loài bọ cánh cứng trong họ Cerambycidae.